# Holochlora fracticerca
Holochlora fracticerca är en insektsart som beskrevs av Heinrich Hugo Karny 1923. Holochlora fracticerca ingår i släktet Holochlora och familjen vårtbitare. Inga underarter finns listade i Catalogue of Life.